# Neunhofer Forst

Lage des gemeindefreien Gebiets Neunhofer Forst im Landkreis Erlangen-Höchstadt

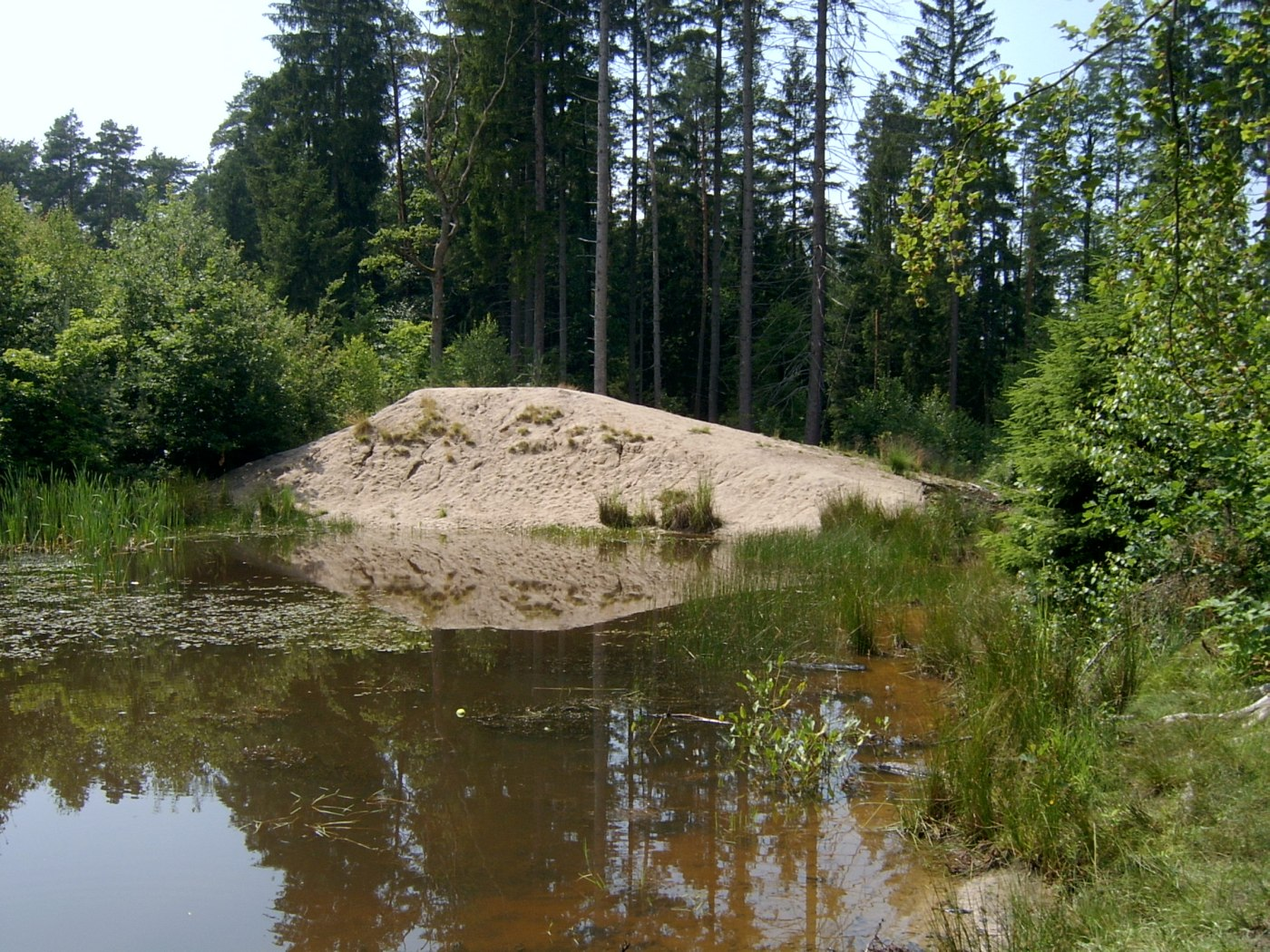
Teich mit Sanddünen

Der Neunhofer Forst ist der nördlich der Nürnberger Stadtteile Neunhof und Großgründlach gelegene Teil des Sebalder Reichswaldes. Der 10,17 km² große Staatsforst ist ein gemeindefreies Gebiet im mittelfränkischen Landkreis Erlangen-Höchstadt und eine deckungsgleiche Gemarkung.
Im Südosten grenzt der Kraftshofer Forst an, im Norden der Forst Tennenlohe und der Kalchreuther Forst. Die Bundesstraße 4 verläuft an der westlichen Grenze. An der Kreuzung mit der durch das Gebiet verlaufenden Autobahn A 3 befindet sich die Anschlussstelle Tennenlohe. Auf dem Gebiet des Neunhofer Forsts liegt ein Autobahnparkplatz. Die Gründlach durchfließt den Forst von Ost nach West. Ein Ausläufer des Tiegelerdbergs ist die höchste Erhebung.
Die gleichnamige Gemarkung hat wie das gemeindefreie Gebiet eine Fläche von 10,167 km². Sie ist in 89 Flurstücke aufgeteilt, die eine durchschnittliche Fläche von 114240,88 m² haben.

## Schutzgebiete
Bedeutend ist der Naturwald Feuchtwälder im Nürnberger Reichswald, der eine Teilfläche im Neunhofer Forst hat und das größte Waldschutzgebiet in Mittelfranken ist.